# JTBC

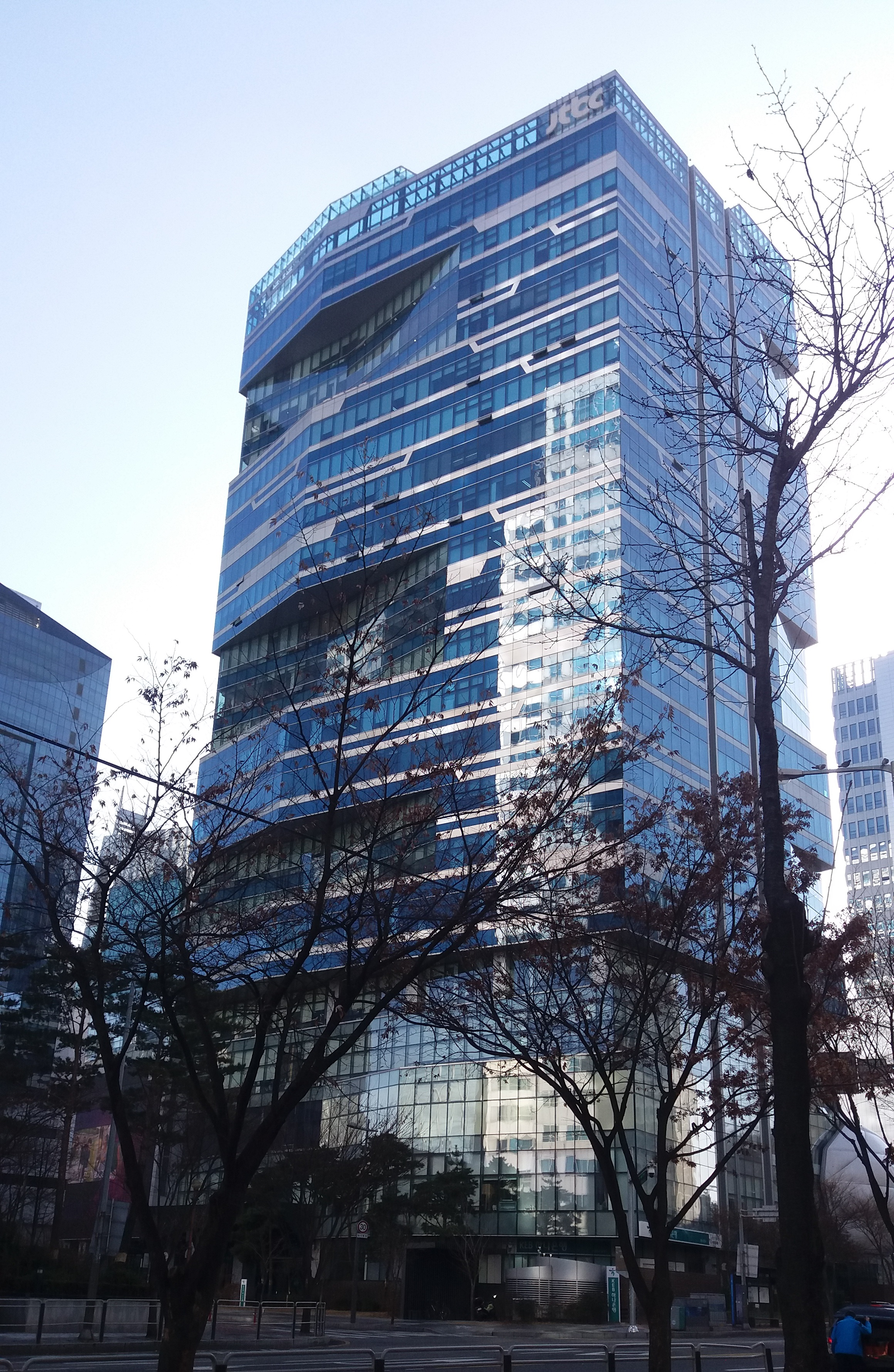
JTBC Tower in Seoul

JTBC (Joongang Tongyang Broadcasting Company) ist ein südkoreanischer Kabelfernsehsender mit Sitz in Seoul. 25 % der Aktien an dem Sender gehören zur Tageszeitung JoongAng Ilbo.

## Geschichte
Der Sender JTBC ist seit dem 1. Dezember 2011 in Südkorea über das Kabelnetz zu empfangen. 2009 wurde in Südkorea das Mediengesetz zur Deregulierung geändert. Daraufhin wurden vier neue Programme durch vier verschiedene Zeitungen ins Leben gerufen.
Die JoongAng Ilbo gehörte einst zur Samsung Group. Samsung gehörte bereits in der Vergangenheit der Sender TBC (Tongyang Broadcasting Corporation), der 1964 den Betrieb aufnahm. Allerdings musste die TBC den Sendebetrieb unter dem Druck der südkoreanischen Militärregierung zum 1. Dezember 1980 einstellen und wurde mit dem öffentlich-rechtlichen Sender Korean Broadcasting System zwangsfusioniert. Daraus resultierte der Kanal KBS2. Ein Sprecher von JTBC sagte, man habe sich entschieden, den Kanal am 1. Dezember 2011 in Betrieb zu nehmen, in Erinnerung an TBC, der am 30. November 1980 zum letzten Mal sendete.

## Programm
Die von JTBC produzierte Dramaserie Sky Castle (2019) erzielte mit über 23 % bis dato die höchste Einschaltquote für eine Serie im südkoreanischen Kabelfernsehen. Im folgenden Jahr wurde sie aber von der ebenfalls bei JTBC ausgestrahlten Serie The World of the Married mit mehr als 24 % Einschaltquote übertroffen. Auch die ausgestrahlte Dramaserie Itaewon Class (2020) erreichte die Top Ten der besten Einschaltquoten im Kabelfernsehen mit mehr als 16 %.